# Hariharalaya
Hariharalaya (in lingua khmer:ហរិហរាល័យ) fu una delle prime capitali dell'Impero Khmer, situata nei pressi dell'odierna Siem Reap, in Cambogia, in un'area prossima alla cittadina di Roluos. Di questa antica città restano le rovine di diversi templi: i più conosciuti Bakong, Lolei e Preah Ko ed i templi minori di Prasat Trapean Phong e Prasat Prei Monti.

## Etimologia

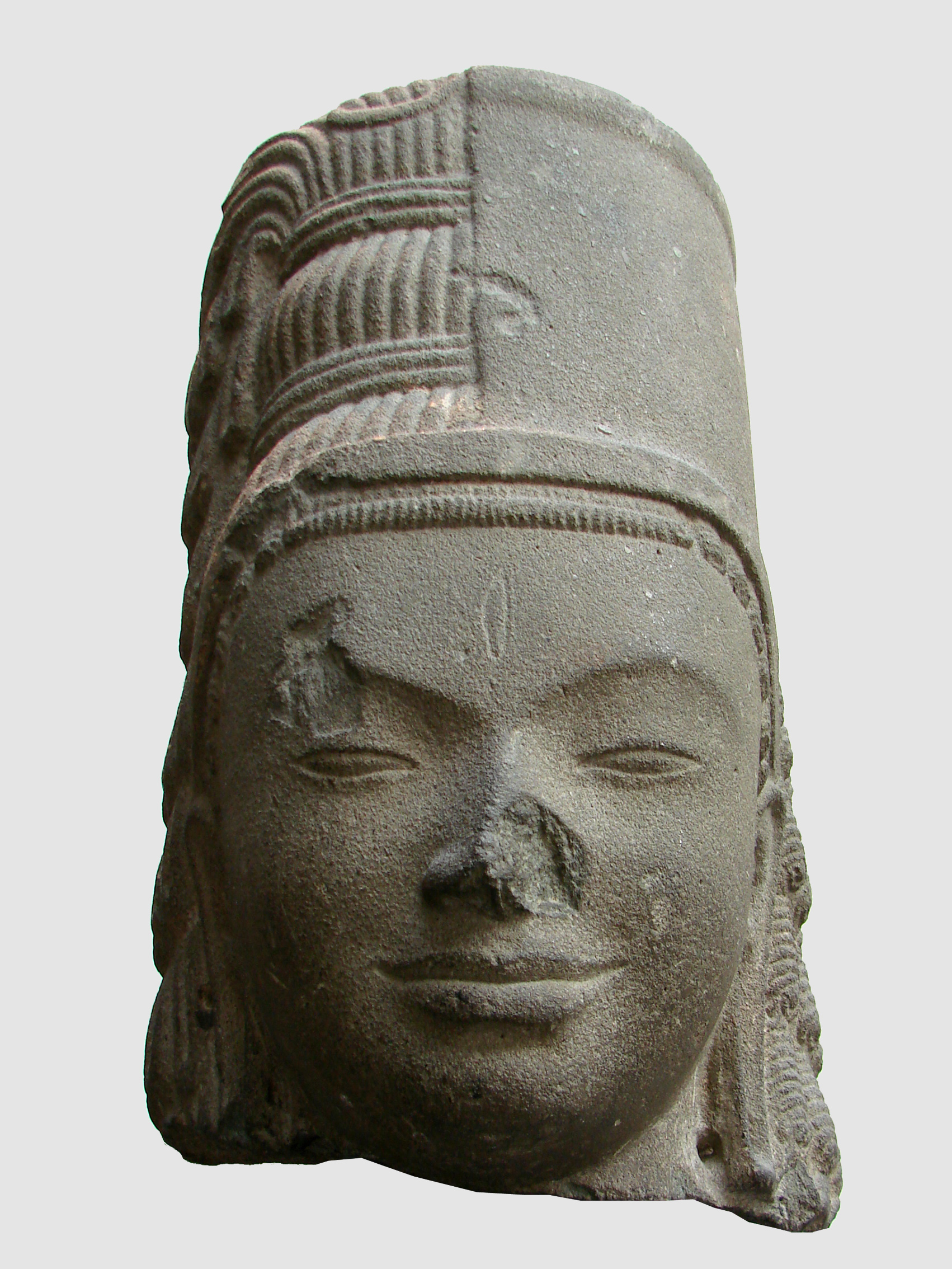
Scultura del VII secolo raffigurante Harihara, proveniente da Phnom Da, Cambogia.

Il nome "Hariharalaya" origina da Harihara, una divinità induista assai venerata nella Cambogia del periodo pre-Angkor. A sua volta, "Harihara" è un nome composto da Hari (uno dei nomi di Visnù che compaiono nel Vishnu sahasranama) e "Hara" (un nome del dio Shiva). Le rappresentazioni di Harihara rinvenute in Cambogia lo raffigurano come una divinità maschile con una metà che riporta gli attributi caratteristici di Visnù e l'altra quelli di Shiva. Ad esempio, il copricapo della divinità è su una metà un cappello stile mitra (attributo di Vishnu), sull'altro lato ciocche di capelli intrecciati (l'attributo di Shiva).

## Storia

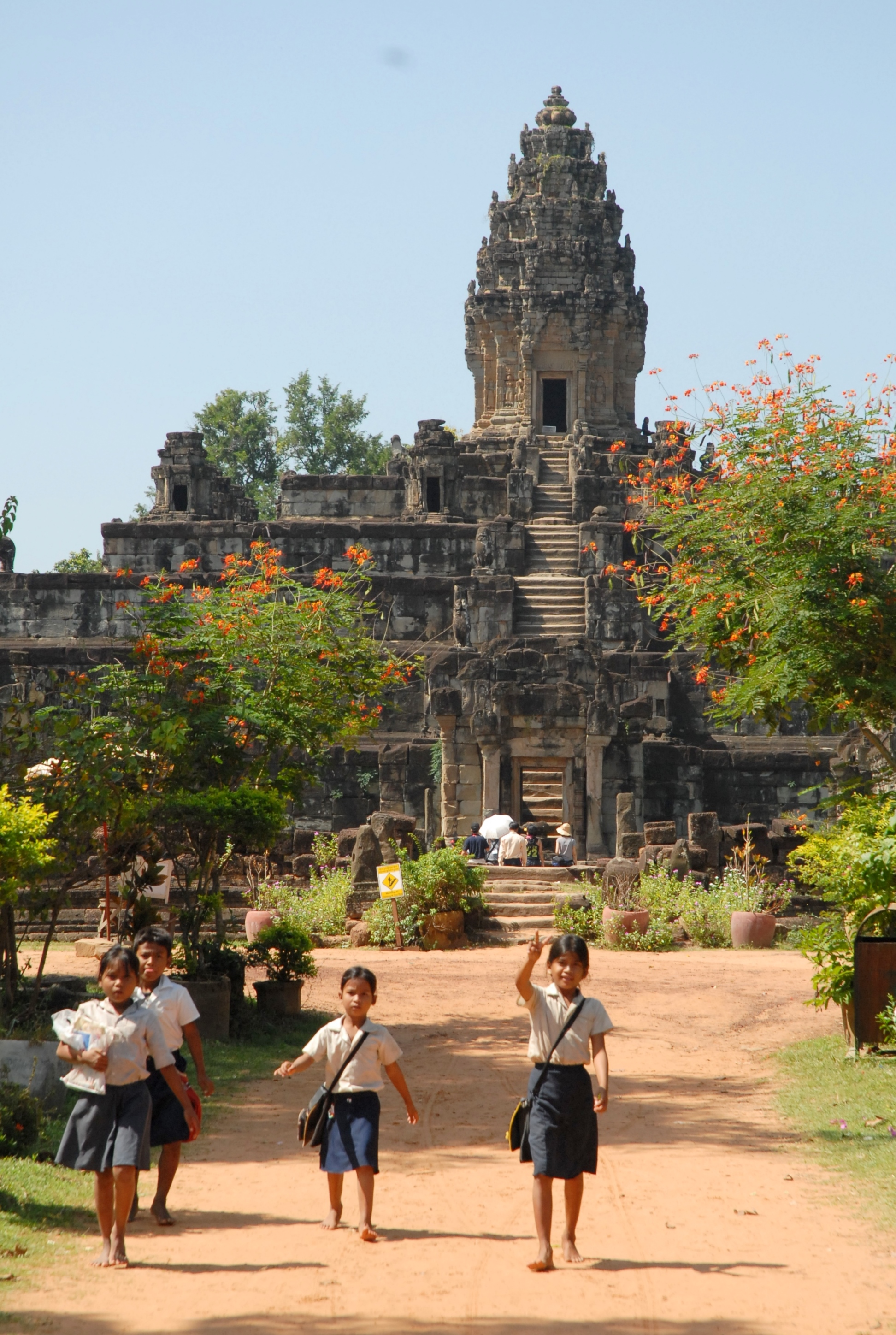
Il Bakong è il tempio-montagna consacrato da re Indravarman I ad Hariharalaya.

Verso la fine dell'VIII secolo d.C., Jayavarman II conquistò e unificò vasti territori attorno al grande lago Tonle Sap. Per almeno parte del suo regno, la capitale fu Hariharalaya. Ogni modo, quando si elevò al rango di monarca universale (Chakravartin) nell'anno 802, non lo fece ad Hariharalaya, ma in una località sul monte Mahendra, l'odierno Phnom Kulen. Successivamente ritornò ad Hariharalaya, dove morì nell'835.
A Jayavarman II successero Jayarvarman III e Indravarman I, che completò il tempio-montagna del Bakong e costruì buona parte del baray Indratataka. Indravarman I consacrò nell'881 l'immagine religiosa centrale del tempio, un lingam il cui nome, Sri Indresvara, era una combinazione del nome del re e del dio stesso ("Iśvara"). Indravarman I fece anche edificare il tempio oggi chiamato Preah Ko ("Toro sacro"), molto più piccolo, dedicato nell'880. Nell'889, a Indravarman I, dopo un'aspra lotta di successione, seguì suo figlio Yasovarman I, che edificò il tempio di Lolei (il cui nome può essere una corruzione moderna di "Hariharalaya") su un'isola artificiale nel mezzo del baray Indratataka. Yasovarman I fondò nel primo decennio del X secolo una nuova città nell'odierno sito di Angkor, a nord dell'attuale Siem Reap, che chiamò Yasodharapura. Ne fece la sua capitale e vi costruì un nuovo tempio-montagna reale, il Phnom Bakheng. Yasodharapura venne ricostruita o modificata diverse volte. Dopo i saccheggi ad opera dei Champa, avvenuti nel decennio del 1170-1180, Jayavarman VII riedificò Yasodharapura e la cinse di possenti mura quadrate di 3 km di lato. La capitale di Jayavarman VII oggi è conosciuta come Angkor Thom.